# پابلو آیمار
پابلو سزار آیمار جیوردانو (اسپانیایی: Pablo César Aimar Giordano‎؛ زادهٔ ۳ نوامبر ۱۹۷۹) بازیکن فوتبال پیشین اهل آرژانتین است. آیمار یک هافبک هجومی تکنیکی و خلاق بود که در نقش بازیکنی بازی‌ساز با توانایی‌های بالایش از جمله در دریبل زدن و پاس دادن برای خلق موقعیت برای هم‌تیمی‌هایش خوش درخشید. در سال ۲۰۰۲ لیونل مسی در نوجوانی اظهار کرد که آیمار یکی از تاثیرگذارترین بازیکنان برای وی بوده‌است.
آیمار در طول ده سال ۵۲ بار برای تیم ملی کشورش به میدان رفت. وی در جام‌های جهانی ۲۰۰۲ و ۲۰۰۶ و همچنین دو دوره از رقابت‌های کوپا آمریکا در سال‌های ۱۹۹۹ و ۲۰۰۷ در ترکیب تیم آرژانتین حضور داشت.
وی در تاریخ ۱۴ ژوئیه ۲۰۱۵ پس از اینکه مارچلو گالاردو مربی تیم ریور پلاته اعلام کرد که وی برای بازی نیمه‌نهایی جام لیبرتادورس در ترکیب تیم حضور نخواهد داشت از فوتبال خداحافظی کرد.